# Cattleya porphyroglossa
Cattleya porphyroglossa är en orkidéart som beskrevs av Jean Jules Linden och Heinrich Gustav Reichenbach. Cattleya porphyroglossa ingår i släktet Cattleya och familjen orkidéer. Inga underarter finns listade i Catalogue of Life.

## Bildgalleri

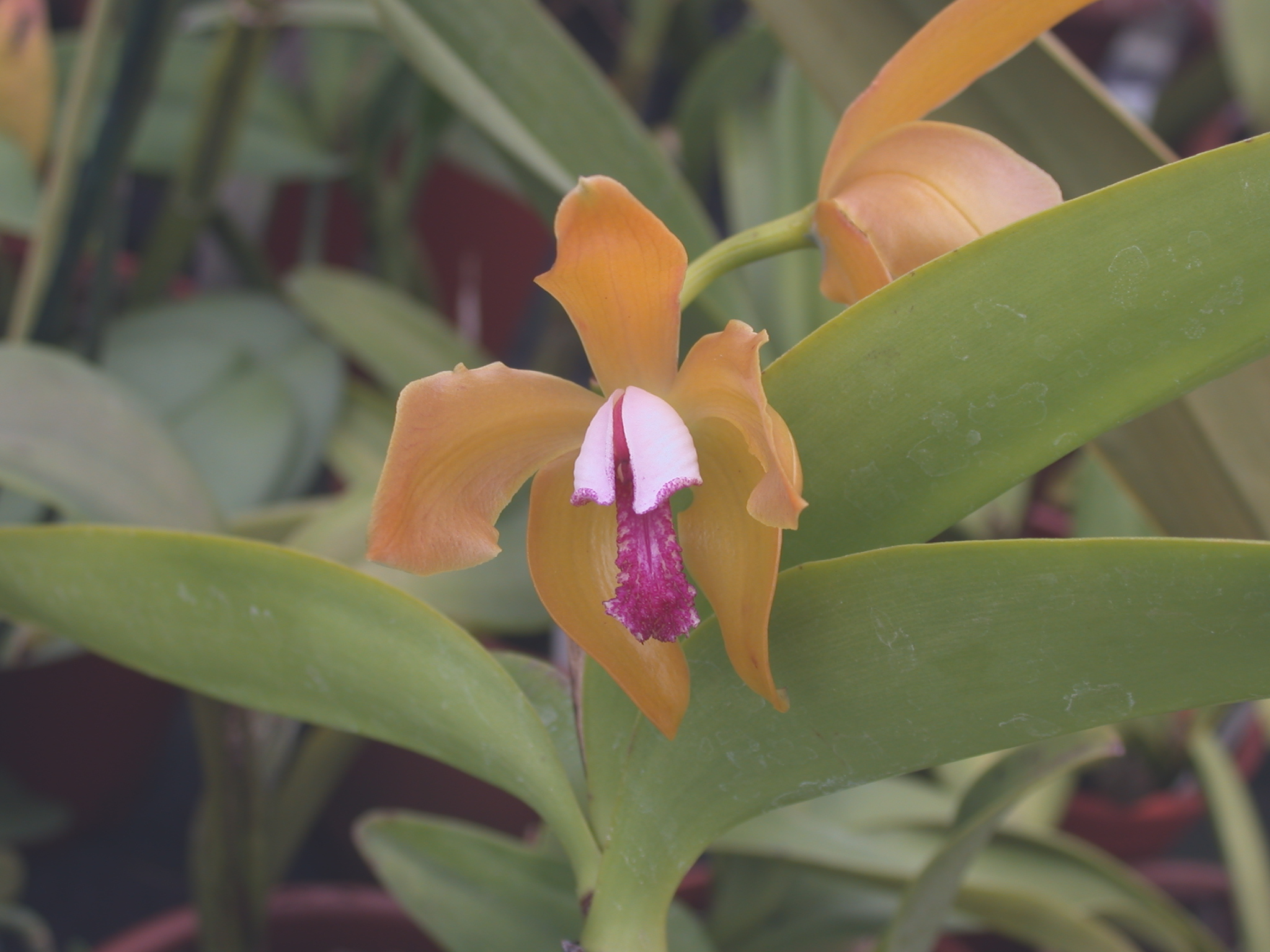
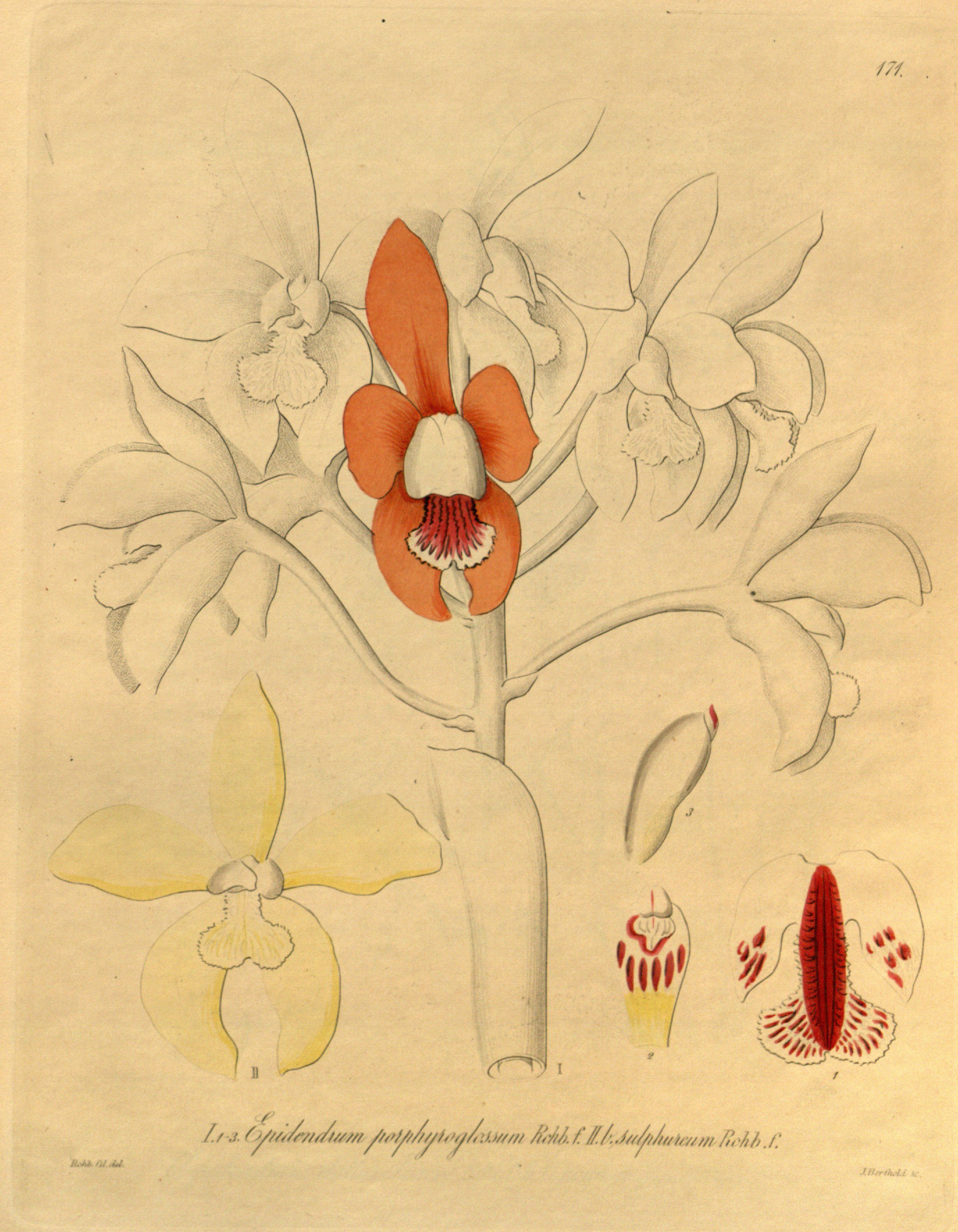
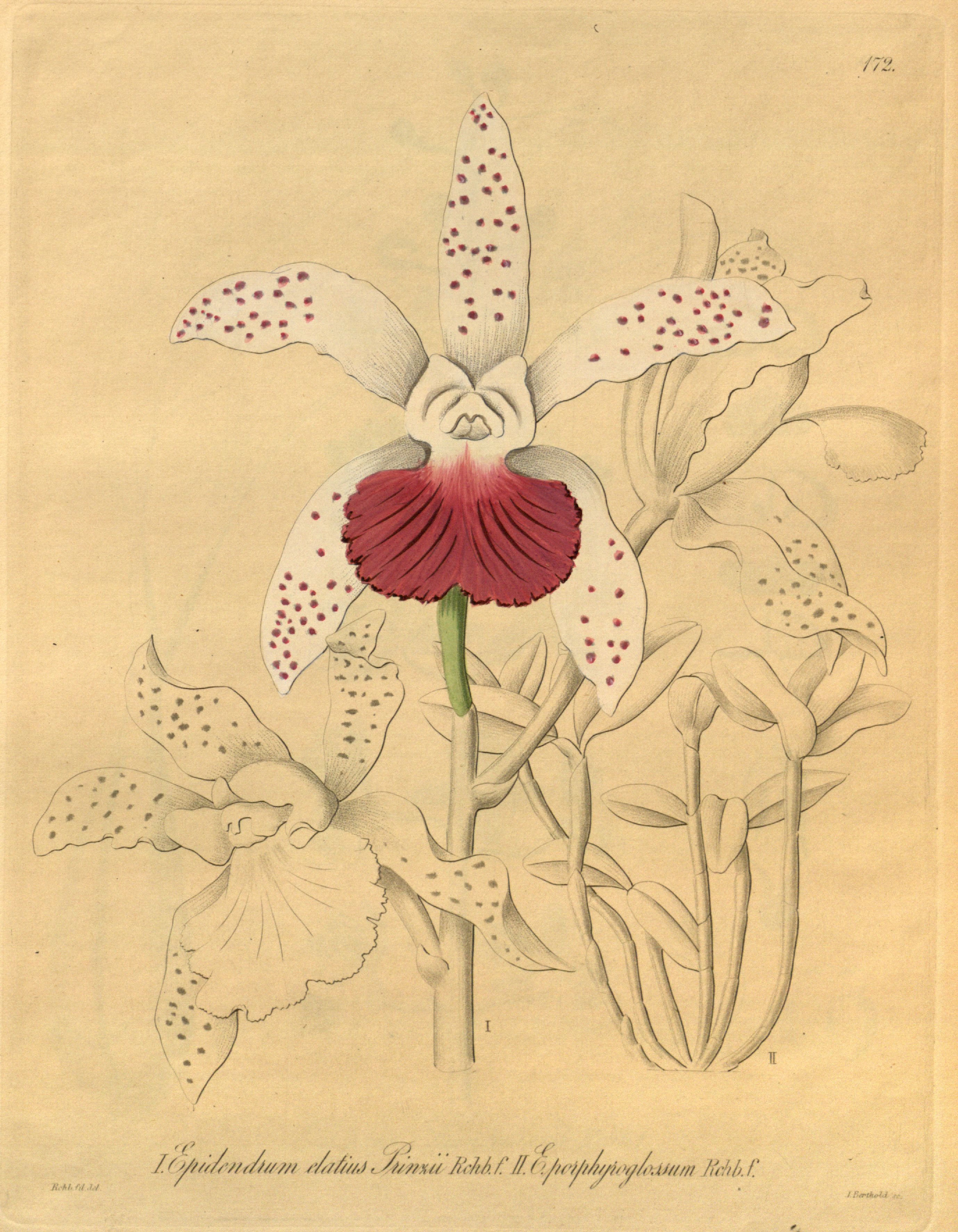
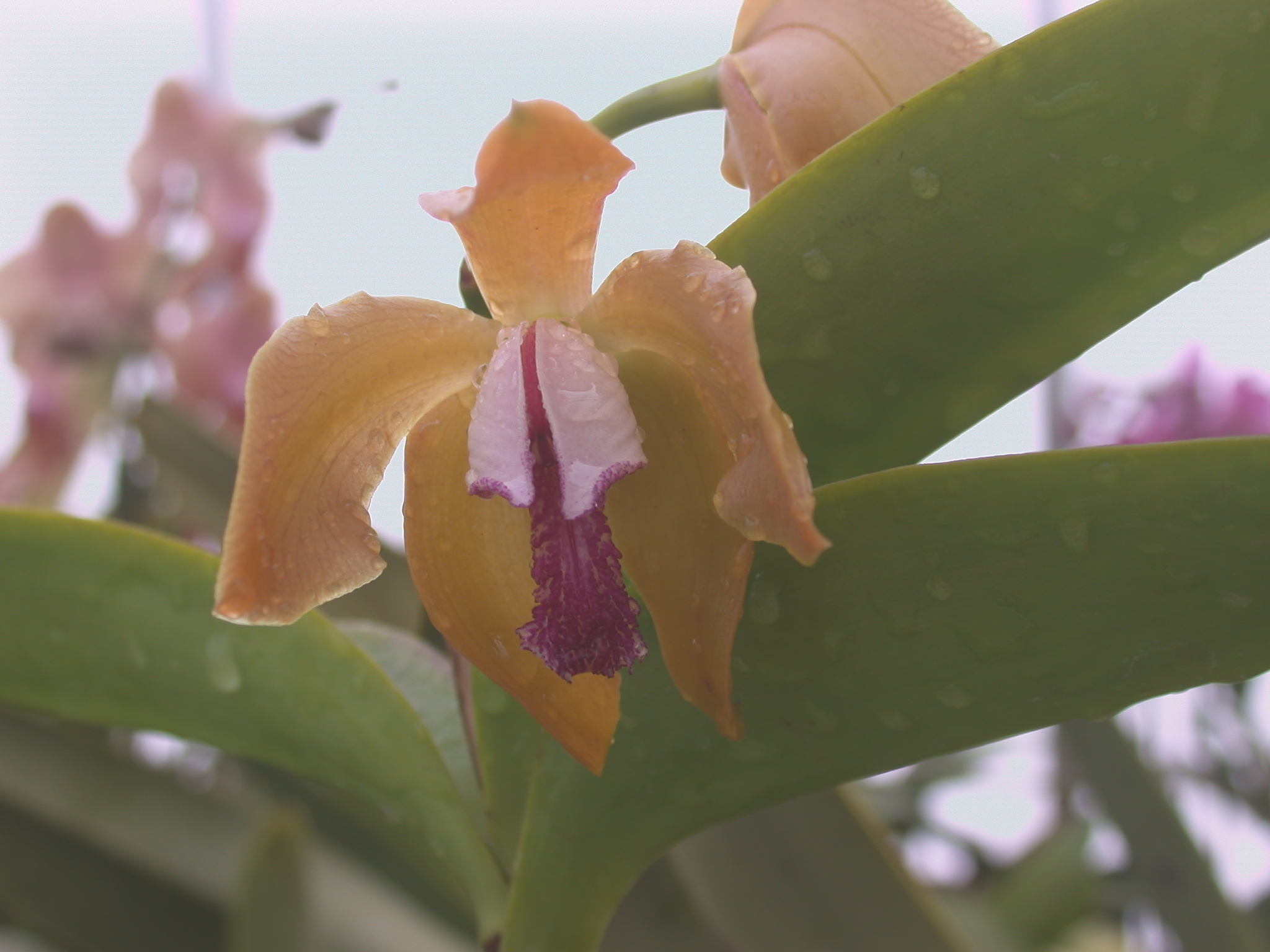
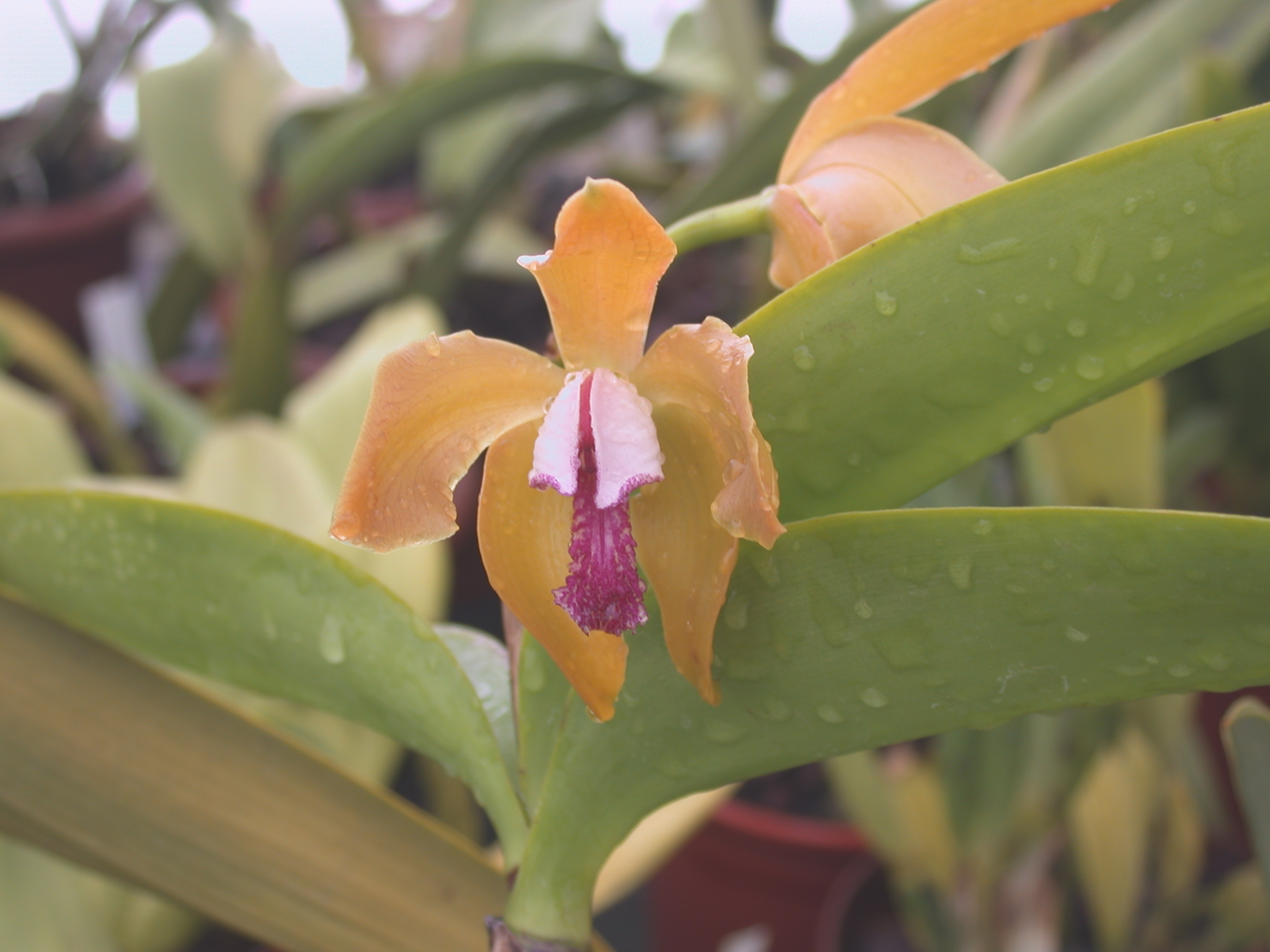
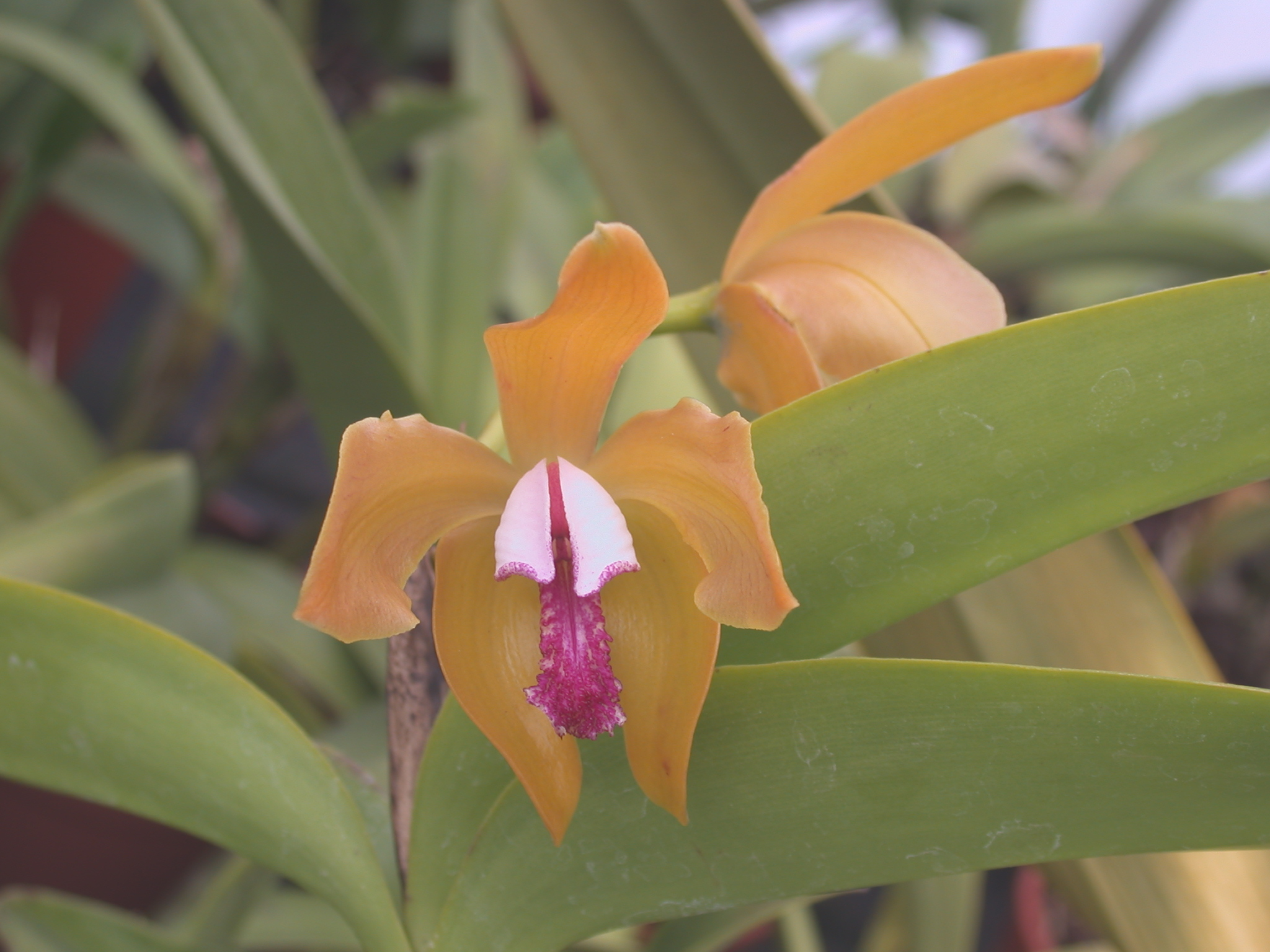